# Leno
Leno (Lén in dialetto bresciano) è un comune italiano di 14 437 abitanti della provincia di Brescia in Lombardia. Centro di importanza agricola e industriale, è stato luogo di ritrovamenti di epoca longobarda e dell'Abbazia di Leno.

## Geografia fisica
Il territorio di Leno è caratterizzato da un paesaggio prevalentemente agricolo tipico della Bassa Bresciana.

## Storia

### Simboli
Lo stemma comunale è stato riconosciuto con decreto del capo del governo del 15 luglio 1937.
Il gonfalone, concesso con regio decreto del 7 maggio 1942, è un drappo di azzurro.

## Monumenti e luoghi d'interesse

### Architetture religiose
- Chiesa di San Martino nella frazione di Porzano: costruita nella seconda metà del Settecento, contiene opere d'arte locale e la pala della Madonna col Bambino in gloria con i santi Martino e Caterina del Moretto, dipinta nel 1530 circa[7].
- Chiesa della Trasfigurazione di Nostro Signore e Sacro Cuore di Gesù nella frazione di Castelletto
- Abbazia di Leno, detta Villa Badia.
- Chiesa parrocchiale dei Santi Pietro e Paolo risalente al XVIII secolo edificata su progetto di Antonio Marchetti.
- Chiesa di San Michele Arcangelo nella frazione di Milzanello.

### Architetture militari
- Cascina fortezza nella frazione di Castelletto

## Società

### Evoluzione demografica
Abitanti censiti

### Etnie e minoranze straniere
Secondo i dati ISTAT al 31 dicembre 2009 la popolazione straniera residente era di 2 282 persone. Le nazionalità maggiormente rappresentate in base alla loro percentuale sul totale della popolazione residente erano:
- India 512 3,53%
- Marocco 393 2,71%
- Romania 310 2,14%
- Albania 258 1,78%
- Pakistan 184 1,27%

### Lingue e dialetti
Nel territorio di Leno, accanto all'italiano, è parlata la lingua lombarda prevalentemente nella sua variante di dialetto bresciano.

## Cultura

### Eventi
- Sagra di san Benedetto, dove sono messi in mostra i mezzi utili per il lavoro contadino e sono commercializzati capi di bestiame;
- Trofeo san Benedetto, gara ciclistica legata alla Sagra di San Benedetto che si disputa su un circuito cittadino la domenica intorno al 21 marzo, dedicato a san Benedetto;
- Gran Carnevale dei Carnevali, si svolge tradizionalmente la prima domenica di Quaresima e vi partecipano i migliori carri allegorici e gruppi mascherati dalla provincia di Brescia e da altre province;
- Primo Maggio Rock! Festival, festival musicale che si svolge il primo giorno di Maggio al parco comunale "Gino Vaia" nell'area ex ippodromo;
- Notte Bianca, manifestazione molto partecipata generalmente programmata il terzo sabato di Luglio costituita da vari eventi di intrattenimento.

## Geografia antropica

### Frazioni
All'interno del territorio comunale di Leno, sono riconosciute tre frazioni:
- Castelletto
- Milzanello
- Porzano

## Infrastrutture e trasporti
Fra il 1914 e il 1936 Leno era servita dall'omonima stazione posta lungo la tranvia Brescia-Ostiano.
Ogni giorno Leno è servita dal trasporto pubblico locale, attualmente gestito da Arriva, che la collega al capoluogo di provincia e ai comuni della provincia

## Amministrazione
| Periodo        | Periodo        | Primo cittadino   | Partito                         | Carica  | Note          |
| -------------- | -------------- | ----------------- | ------------------------------- | ------- | ------------- |
| 24 aprile 1995 | 14 giugno 1999 | Giuseppe Gadaldi  | Partito Popolare Italiano       | Sindaco |               |
| 14 giugno 1999 | 14 giugno 2004 | Francesco Piovani | Forza Italia                    | Sindaco | [ 10 ]        |
| 14 giugno 2004 | 26 maggio 2014 | Pietro Bisinella  | lista civica di centro-sinistra | Sindaco | [ 11 ] [ 12 ] |
| 26 maggio 2014 | in carica      | Cristina Tedaldi  | lista civica di centro-sinistra | Sindaco | [ 13 ]        |

### Gemellaggi
- Cassino, dal 2005[senza fonte]